# Psaliodes geminisigna
Psaliodes geminisigna är en fjärilsart som beskrevs av Paul Dognin 1918. Psaliodes geminisigna ingår i släktet Psaliodes och familjen mätare. Inga underarter finns listade i Catalogue of Life.